# Clase Pisa
La Clase Pisa fue una serie de tres cruceros acorazados construidos en Italia,  de 1905 a 1912, inicialmente, los tres para la Regia Marina.

Su armamento fue construido por la sociedad británica Elswick Ordnance Company del grupo Armstrong Whitworth.

## Diseño y construcción

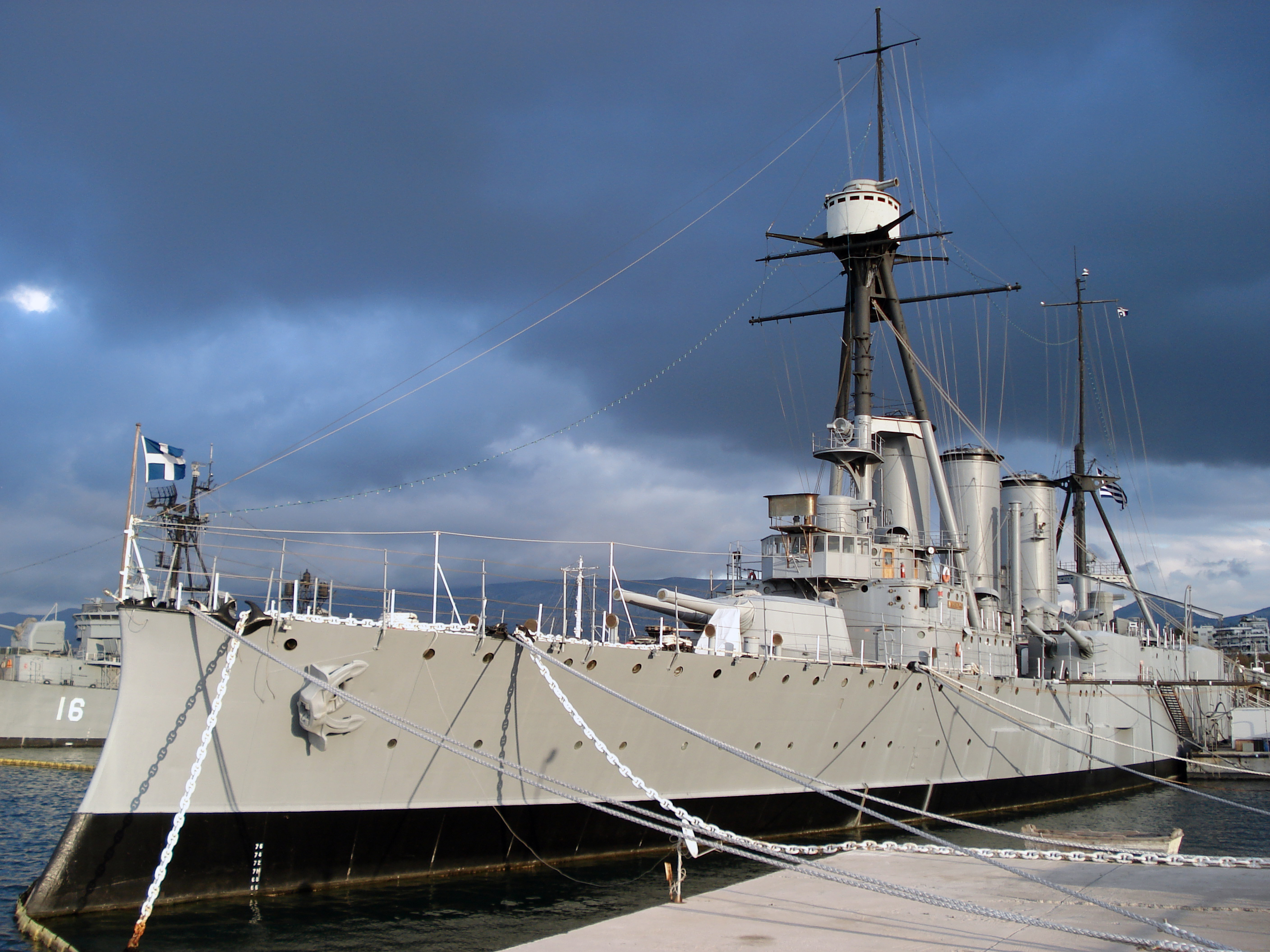
El Georgios Averof es el único buque que se conserva en la actualidad de esta clase.

La Clase Pisa fue diseñada en 1904 por el ingeniero italiano Giuseppe Orlando, que intentó hacer una réplica, a menor escala en armamento y blindaje, de los acorazados de la Clase Regina Elena, que entonces entraban en servicio en la Regia Marina.
De acuerdo con el sistema de clasificación italiano de la época, los buques Clase Pisa fueron considerados acorazados de segunda clase, pero Conway's All the World's Fighting Ships, 1906–1921 los clasifica como cruceros acorazados. Para buques de su desplazamiento, Conway's considera que están fuertemente armados, pero son inferiores a los cruceros de batalla, un modelo de buque introducido durante el largo período de construcción de los cruceros de la Clase Pisa.

## Clase Pisa
| Nombre          | Marina | Astillero              | Botadura                 | Baja                          | Foto |
| --------------- | ------ | ---------------------- | ------------------------ | ----------------------------- | ---- |
| Pisa            | Italia | Orlando, Livorno       | 15 de septiembre de 1907 | desmantelado en abril de 1937 |      |
| Amalfi          | Italia | Sestri Ponente, Génova | 5 de mayo de 1908        | hundido el 7 de julio de 1915 |      |
| Georgios Averof | Grecia | Orlando, Livorno       | 12 de marzo de 1910      | dado de baja en 1952          |      |

## Historial de los buques
- Pisa - sirvió en la Regia Marina desde su entrada en servicio en 1909. Participó en la Guerra Ítalo-Turca (1911-1912) y en la Primera Guerra Mundial. Al inicio de este conflicto, formó parte de la 4ª División de Cruceros, del almirante Umberto Cagni, compuesta por los cruceros Pisa, Amalfi, San Giorgio, San Marco y Piemonte.
Fue reclasificado como acorazado en 1921. Más tarde, fue utilizado como buque de entrenamiento, antes de ser desmantelado en 1937.

- Amalfi - al igual que su gemelo, sirvió en la Regia Marina desde su entrada en servicio, también en 1909, e igualmente, participó en la Guerra Ítalo-Turca y en la Primera Guerra Mundial, durante la cual, en la noche del 6 al 7 de julio de 1915, el Amalfi realizó una misión de reconocimiento cerca del puerto austrohúngaro de Pola y antes de completar la misión, a unas 20 millas de Venecia, fue torpedeado por el submarino austrohúngaro U-26 (en realidad, era el SM UB-14 alemán bajo nombre y bandera austrohúngaros), en la madrugada del día 7. El Amalfi realizó intentos para llegar a puerto pero, tras un control de los daños, su comandante ordenó evacuar el buque que se hundió 30 minutos después de ser torpedeado.[2]

A causa de problemas económicos, el tercer buque de la clase fue vendido a Grecia, antes de finalizar su construcción:
- Georgios Averof - sirvió en la Marina griega hasta 1952. Entre 1912 y 1913, fue el buque insignia griego durante las Guerras de los Balcanes. Sufrió daños leves combatiendo contra la flota turca, en los Dardanelos, entre el 16 y 22 de diciembre de 1916, durante la Primera Guerra Mundial. En la Segunda Guerra Mundial, durante la ocupación alemana de Grecia, en 1941, el crucero huyó a Alejandría. Más tarde, prestó servicio como buque estación en el Pireo, hasta 1946. Dado de baja en 1952, permaneció anclado en Salamina hasta que fue remolcado a la isla de Poros, donde permaneció desde 1956 hasta 1983. En 1984 el crucero fue restaurado y remolcado al puerto de Falero, cerca de Atenas, donde pasó a ser un buque museo. Es el único ejemplar que se conserva de este tipo de buque de guerra.